# Hugo Röhr

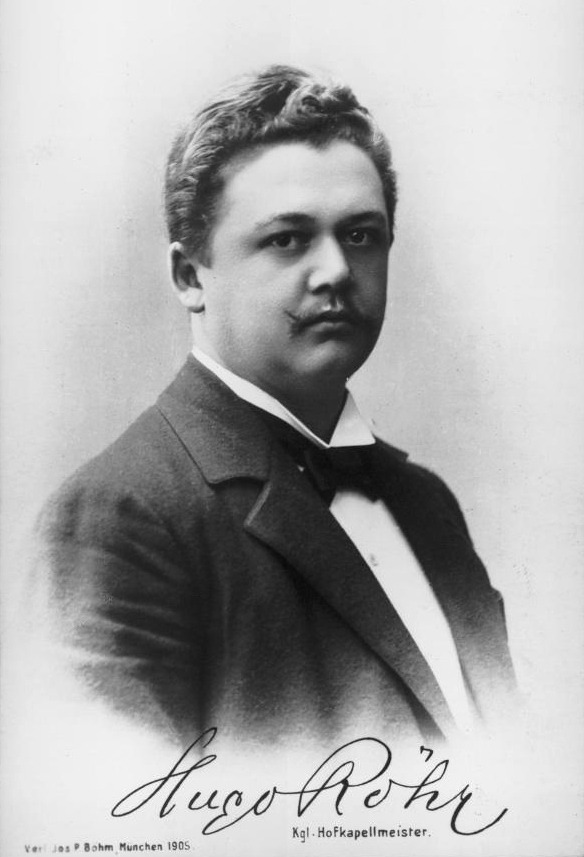
Hugo Röhr (1905)

Hugo Röhr (* 13. Februar 1866 in Dresden; † 7. Juni 1937 in München) war ein deutscher Komponist.

## Leben
Der Schüler von Franz Wüllner, Adolf Blaßmann und Felix Draeseke am Konservatorium in Dresden wirkte zuerst 1886 als Solorepetitor an der dortigen Hofoper und als Dirigent 1887/88 am Stadttheater Augsburg. 1888/89 war er am Hoftheater Kassel, dann am Deutschen Landestheater Prag und 1890 bis 1892 in Breslau tätig, wo er die später berühmt gewordene Sopranistin Sophie Röhr-Brajnin heiratete und besonders ab 1897 in München bei ihren Liederabenden am Klavier begleitete. Von 1892 bis 1896 wirkte er als Erster Kapellmeister am Nationaltheater Mannheim, von wo er 1896 als Nachfolger von Hermann Levi an das Münchener Hoftheater berufen und 1899 zum Hofkapellmeister ernannt wurde.
Dort machte er sich auch als Komponist bekannt durch sein weltliches Oratorium „Ekkehard“, das er 1901 und 1902 in den berühmten Konzerten der „Musikalischen Akademie“ zur Aufführung brachte. 1901 ließ er in Pöcking ein Landhaus errichten (heute Villa Habsburg). 1904 hob er seine erste Oper „Das Vaterunser“ nach einem Text von Ernst von Possart am Münchener Hoftheater aus der Taufe. 1922 wurde er an die Akademie der Tonkunst berufen, wo er nach einem Jahr den Titel eines Professors erhielt und bis 1934 als Lehrer für Dirigieren arbeitete und die Opernschule sowie die Orchesterübungen leitete. Dort zählten Otto Schulmann, Heinz Schubert, Paul Kühmstedt, Heinrich Sutermeister und Paul Ben-Haim zu seinen Schülern. Zwischen 1911 und 1914 leitete er den Münchner Lehrergesangverein.
Er komponierte drei Opern, Vokal- und Kammermusik.

## Opern
- Das Vaterunser, UA 14. Mai 1904 München
- Frauenlist, UA 1917 Leipzig
- Coeur-Dame, UA 1927 München

Vokalwerke; weltliches Oratorium „Ekkehard“ 1900 UA Innsbruck (sehr erfolgreich)

## Schüler
- Fanny Pracher

| Personendaten    | Personendaten       |
| ---------------- | ------------------- |
| NAME             | Röhr, Hugo          |
| KURZBESCHREIBUNG | deutscher Komponist |
| GEBURTSDATUM     | 13. Februar 1866    |
| GEBURTSORT       | Dresden             |
| STERBEDATUM      | 7. Juni 1937        |
| STERBEORT        | München             |